# Bietigheim
Bietigheim ist eine Gemeinde im Landkreis Rastatt in Baden-Württemberg. Sie liegt sieben Kilometer nördlich von Rastatt und 17 Kilometer südlich von Karlsruhe, westlich des Schwarzwaldes und östlich des Rheins, nahe der Grenze zu Frankreich im sogenannten Hardtwald. Zur Gemeinde Bietigheim gehören außer dem gleichnamigen Dorf keine weiteren Ortschaften.

## Geographie
Bietigheim liegt in der 30 Kilometer breiten Oberrheinischen Tiefebene, die auf der einen Seite vom Schwarzwald, auf der anderen Seite von den französischen Vogesen und dem Pfälzerwald begrenzt wird. Der Großteil der Ortschaft liegt auf dem Hochgestade, ein kleinerer Teil befindet sich direkt an der Stufung zur Rheinniederung.

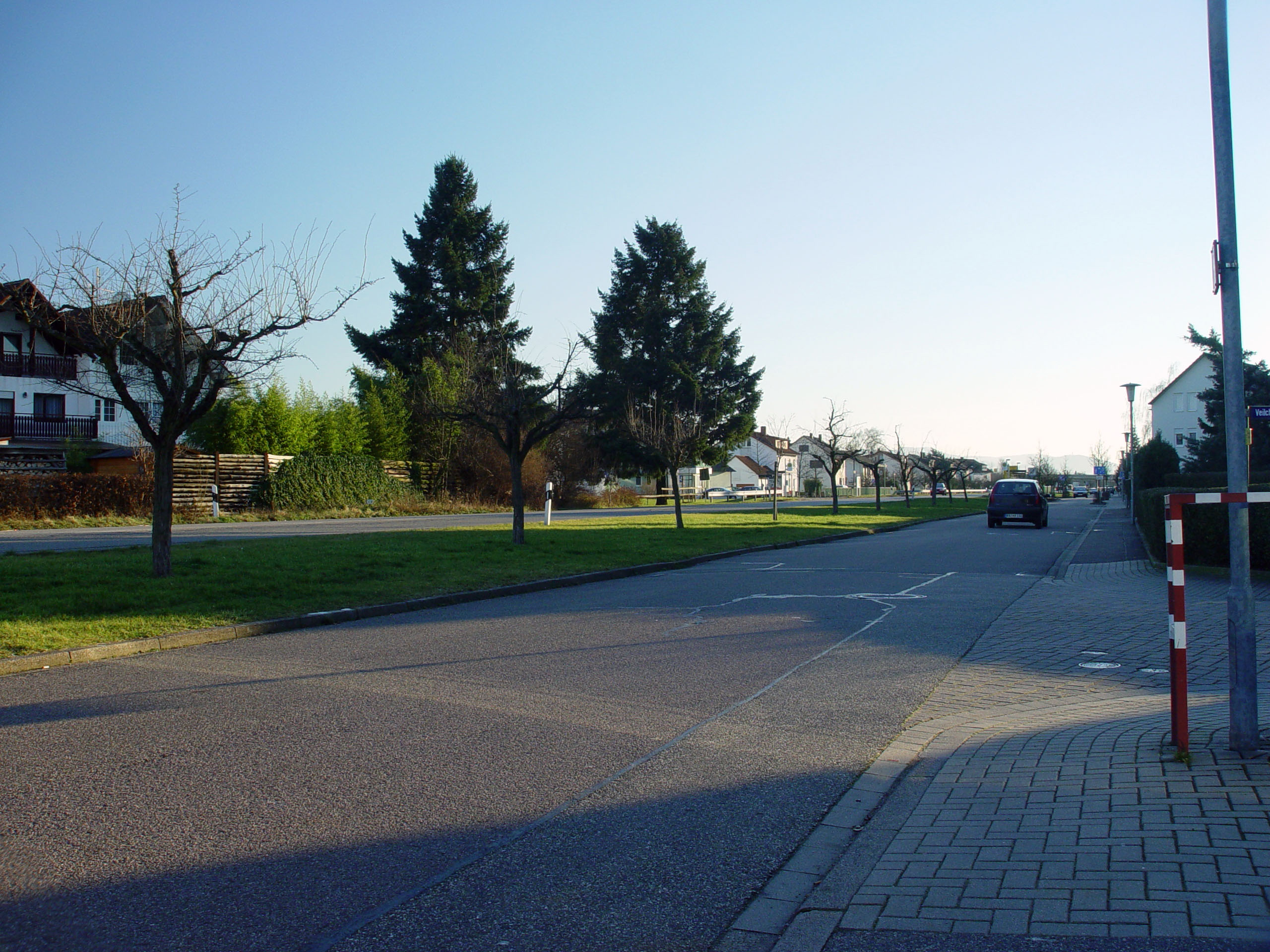
Rastatter Straße, im Hintergrund die Hauptstraße in Richtung Rastatt

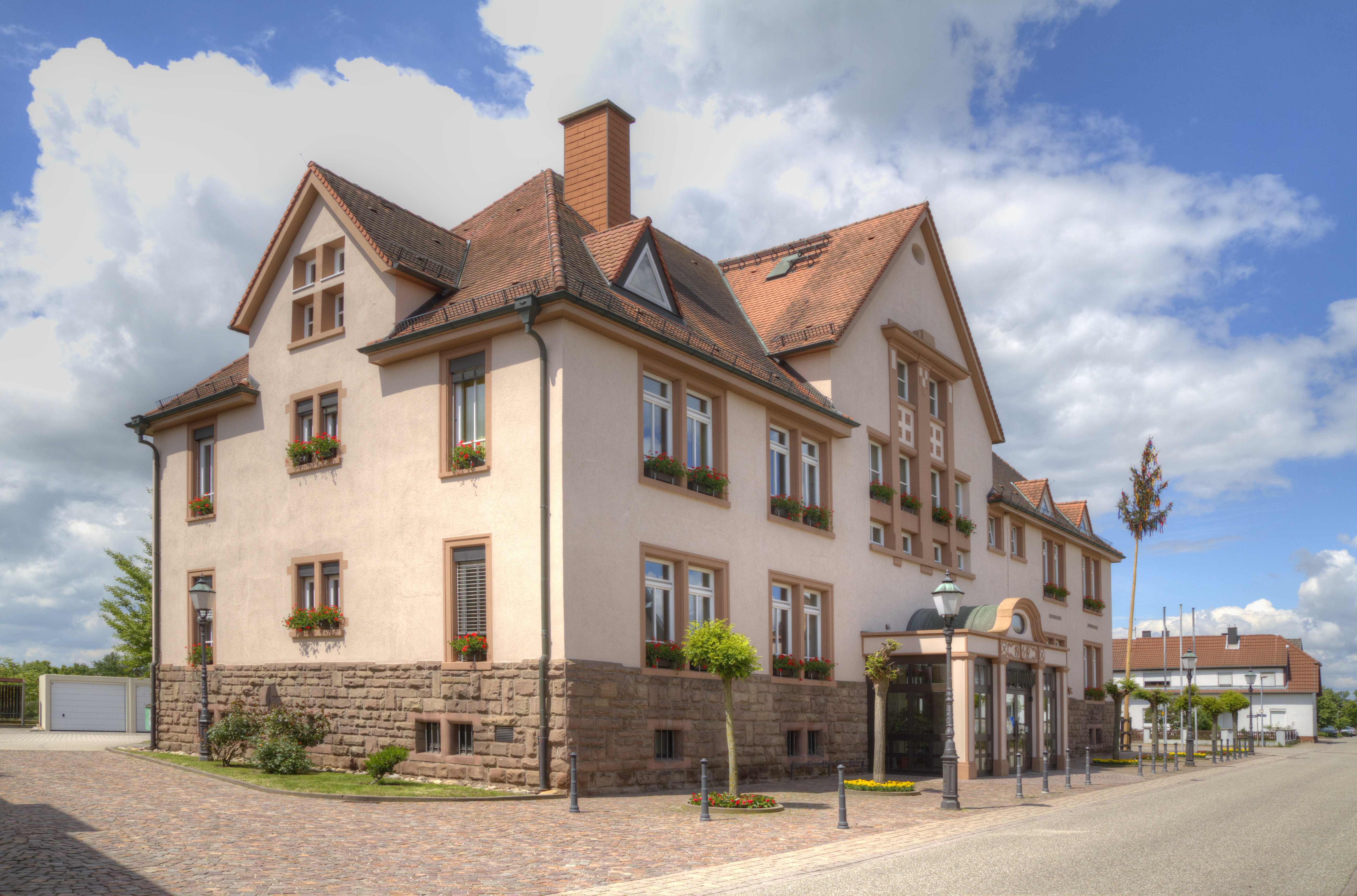
Rathaus Bietigheim

### Nachbarorte und nächstgelegene Städte
In unmittelbarer Nachbarschaft befinden sich die Orte Ötigheim, Muggensturm, Malsch, Durmersheim, Elchesheim-Illingen und Steinmauern. Die nächstgelegenen Städte sind Baden-Baden, Ettlingen, Karlsruhe und Rastatt.

## Geschichte

### Bis zum 17. Jahrhundert
Die Endung -heim deutet darauf hin, dass Bietigheim eine fränkische Siedlung war.
Die älteste urkundliche Erwähnung Bietigheims stammt aus einem Güterverzeichnis des Klosters Weißenburg. Dort beschrieb der Abt Edelin im Codex Edelini auch die Besitzungen des Klosters Weißenburg in Bietigheim. Diese erste urkundliche Erwähnung im Jahre 991 ist jedoch nicht der Zeitpunkt der ersten Besiedlung des Ortes, dieser liegt viel früher.
Aus der Zeit von rund 4500 vor Christus sind Funde einer steinzeitlichen Besiedlung der Region bekannt.
50 nach Christus eroberten die Römer das Gebiet am Oberrhein und besiedelten es. Im 1. Jahrhundert nach Christus führte eine römische Militärstraße von Ladenburg nach Baden-Baden an Bietigheim vorbei. Nach dem Limesfall und der Rücknahme der römischen Militärgrenze auf das westliche Rheinufer siedelten ab 259/260 Alamannen im heutigen Gemeindegebiet. Im Jahre 496 übernahmen die Franken die Herrschaft über das Gebiet nördlich der Murg.
Im 5. und 7. Jahrhundert wurden in der Bietigheimer Umgebung Merowinger Reihengräberfriedhöfe angelegt. Der Salierherzog Otto eignete sich anno 985 Besitzungen des Klosters Weißenburg in Bietigheim an, und sechs Jahre darauf wurden Weißenburger Besitzungen in Bietigheim urkundlich erwähnt. 1150 wurde die Bietigheimer alte Kapelle erbaut, deren Turm noch aus dieser Zeit stammt. Das Kloster Herrenalb erwarb im Jahre 1271 Landbesitz in Bietigheim. Zwanzig Jahre darauf erhielt Markgraf Hermann VII. von Baden weißenburgische Besitzungen in Bietigheim. Bereits 1207 findet sich in den Württembergischen Urkundenbüchern der erste Hinweis auf einen Ortsadel. Dort bezeugt ein Sifrido de Buticheim einen Vergleich den Eberhard von Eberstein bei einem Streit zwischen dem Kloster Herrenalb und einem Seitenverwandten eines Dienstmannes vermittelt hat. In späteren Urkunden wird dann noch ein Heinrich von Bütenkeyn erwähnt.
Das Dorf wurde 1389 an das Kloster Lichtenthal verpfändet. Im Jahre 1535 wurde die Markgrafschaft Baden geteilt, und Bietigheim gehörte fortan zur Markgrafschaft Baden-Baden. Etwas mehr als fünfzig Jahre darauf, 1584, wurde erstmals eine Schule in Bietigheim erwähnt. Im Rahmen der oberbadischen Okkupation stand Bietigheim von 1594 bis 1622 unter Zwangsverwaltung durch die Markgrafschaft Baden-Durlach. 1622 zogen die Truppen Tillys plündernd durch Baden. In den Jahren 1625 bis 1631 fanden in der Markgrafschaft Baden-Baden Hexenprozesse statt, in Bietigheim sind 1626 acht Opfer nachgewiesen. 1632 bis 1634 besetzten die Schweden das Land.

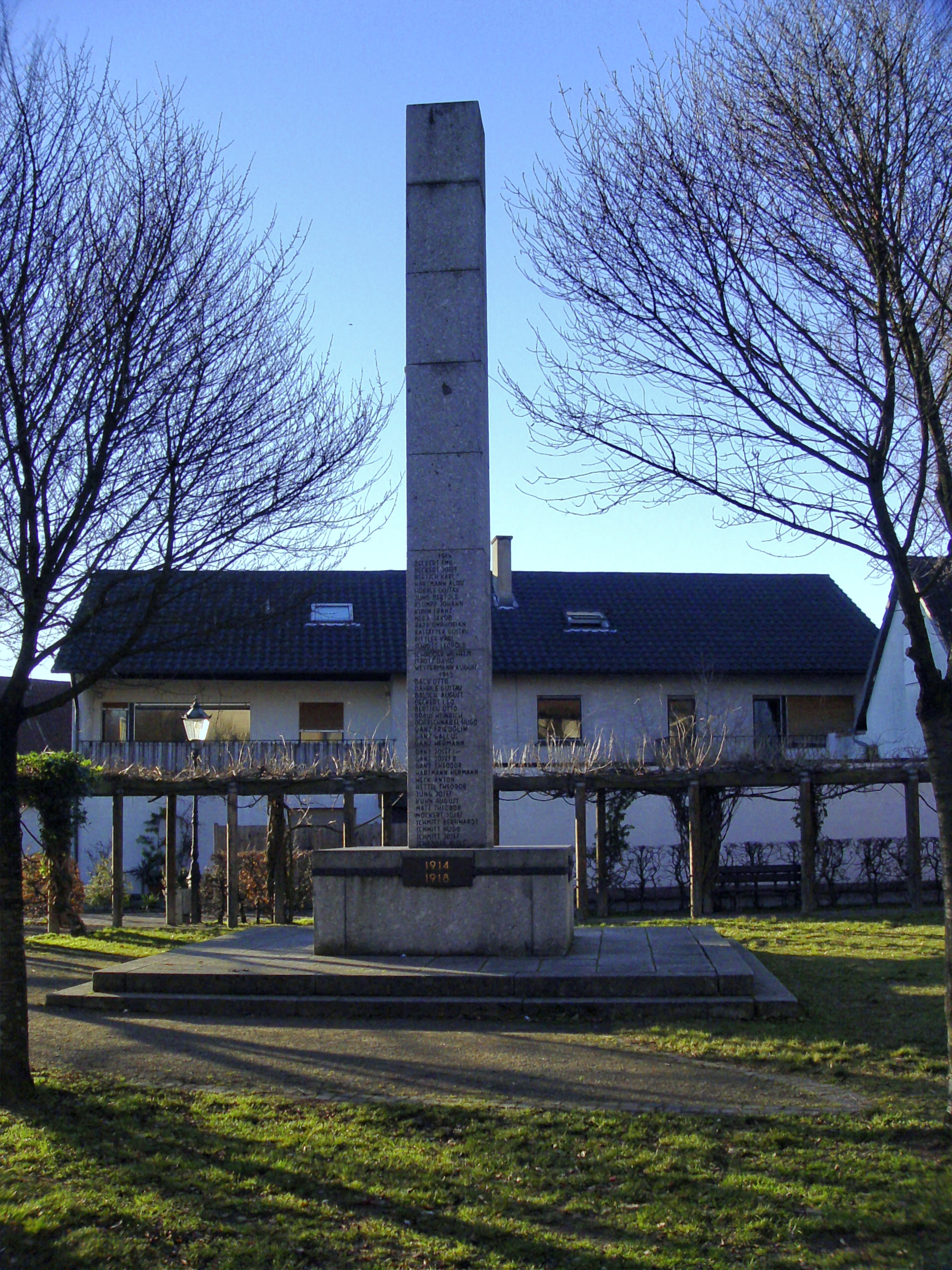
Soldatendenkmal WK I./II.

Im Zeitraum zwischen 1672 und 1679 fand der Holländische Krieg statt, seit 1674 auch am Oberrhein. Fast ganz Mittelbaden wurde 1689 im Pfälzischen Erbfolgekrieg durch französische Truppen zerstört.

### 18. Jahrhundert
Um das Jahr 1750 gab es Auswanderungen der Bevölkerung nach Ungarn. Zuvor, 1733, fanden während des Polnischen Erbfolgekriegs Plünderungen in Durmersheim durch französische Truppen statt. In den Jahren 1769/70 wurde der Ort von Dauerregen, Überschwemmungen und Missernten heimgesucht, es gab wiederum viele Auswanderer. Ein Jahr darauf folgte die Wiedervereinigung der Markgrafschaft Baden.
Im Zuge der Französischen Revolution 1789 kam es auch zu Unruhen in Baden. Im Jahre 1794 gab es eine Missernte, und eine Typhusepidemie grassierte in der Gemeinde. Ein Jahr später brach die Rinderpest aus. Der Ort wurde 1796 durch befreundete österreichische Truppen besetzt. Bei der Schlacht bei Malsch am 9. Juli 1796 befand sich die französische Linie in Bietigheim.

### 19. Jahrhundert
Um das Jahr 1810 herum folgten als Folge der Koalitionskriege Auswanderungen nach Russland. Das Dorf wurde während der Gefechte an der Murglinie im Juni 1849 nach der Deutschen Revolution von preußischen Truppen besetzt. Im selben Jahr wanderten erneut Menschen nach Amerika aus; dies war die Folge der badischen Revolution. Anno 1850 wurde der Revolutionär Joseph Augenstein des Hochverrats angeklagt.

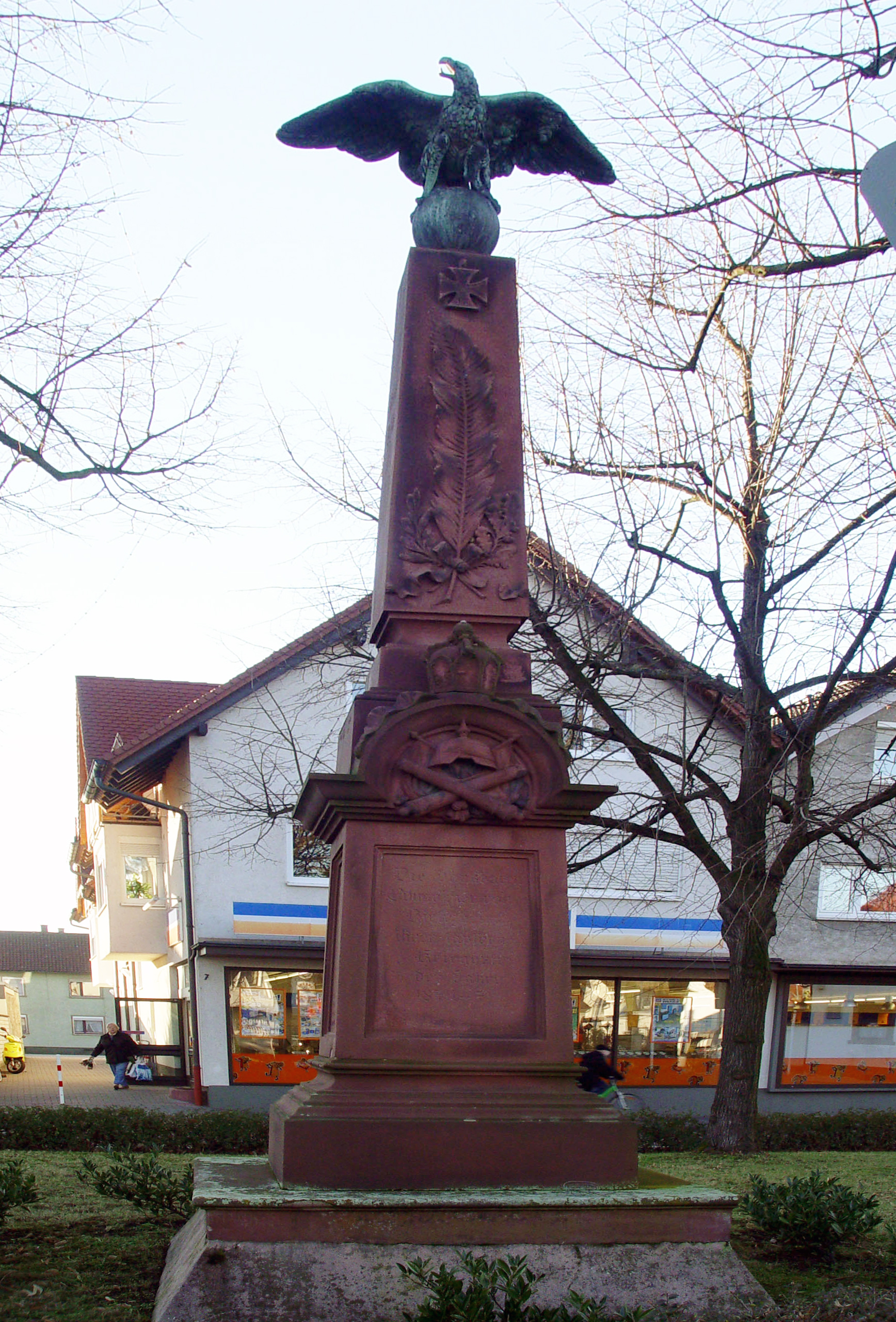
Gedenken an den Sieg 1870/71 über Frankreich

Im Jahr 1863 fand die Einweihung der neuen katholischen Pfarrkirche durch Bischof Freiherr Wilhelm Emmanuel von Ketteler aus Mainz statt, und drei Jahre darauf wurde Österreich durch Baden im Krieg gegen Preußen unterstützt.

### 20. Jahrhundert
1904 öffnete die erste Postagentur in Bietigheim, und nach dem Krieg begann im Jahre 1950 die Produktion von exklusiven Sportcabriolets durch die „Veritas Badische Automobilwerke GmbH“ in Bietigheim. 1963 zählte Bietigheim 5000 Einwohner. Drei Jahre darauf wurde das katholische Gemeindehaus eingeweiht, ebenso wie die neue Hauptschule 1972. Im Jahre 1975 wurde Rüdiger Schäfer in der Gemeinde jüngster Bürgermeister Baden-Württembergs. Zwei Jahre später wurde das evangelische Gemeindezentrum eingeweiht und ein Jahr darauf mit dem Bau der Mehrzweckhalle begonnen. Am 26. Dezember 1999 richtete der Orkan Lothar schwere Verwüstungen in der Gemeinde an.

### Ortsnamen
Im Laufe der Geschichte hatte Bietigheim unterschiedliche Bezeichnungen; unter anderem waren dies:
- 1207 Buticheim,[3]
- 1381 Batenkeyn; Cüntzel von Durmenz, Edelknecht, verkauft an Craft von Michelbach seinen Theil des Zehnten zu Batenkeyn um 13 Pfund Straßburger Pfennige
- Biutincheim, Bütenkeyn, Biticken, Bitingen

### Einwohnerentwicklung
Nachfolgende Tabelle gibt eine Übersicht über die Entwicklung der Einwohnerzahlen in Bietigheim.
| Jahr | Einwohner |
| ---- | --------- |
| 991  | ca. 80    |
| 1683 | ca. 200   |
| 1701 | ca. 220   |
| 1714 | ca. 260   |
| 1803 | 639       |
| 1813 | 850       |
| 1836 | 1267      |
| 1843 | 1482      |
| 1862 | 1688      |
| 1871 | 2031      |

| Jahr | Einwohner |
| ---- | --------- |
| 1905 | 2821      |
| 1922 | 3300      |
| 1933 | 3495      |
| 1946 | 3319      |
| 1950 | 3581      |
| 1951 | 3709      |
| 1953 | 3910      |
| 1954 | 3966      |
| 1955 | 4066      |
| 1956 | 4075      |

| Jahr | Einwohner |
| ---- | --------- |
| 1957 | 4096      |
| 1958 | 4258      |
| 1959 | 4351      |
| 1960 | 4500      |
| 1961 | 4759      |
| 1962 | 4790      |
| 1963 | 5000      |
| 1964 | 5080      |
| 1965 | 5090      |
| 1966 | 5264      |

| Jahr | Einwohner |
| ---- | --------- |
| 1967 | 5275      |
| 1969 | 5361      |
| 1974 | 5313      |
| 1975 | 5420      |
| 1984 | 5127      |
| 1990 | 5671      |
| 1991 | 5661      |
| 1993 | 5650      |
| 1995 | 5612      |
| 2000 | 5917      |

| Jahr | Einwohner |
| ---- | --------- |
| 2005 | 6042      |
| 2007 | 6007      |
| 2008 | 6004      |
| 2009 | 6025      |
| 2010 | 5976      |
| 2011 | 6077      |
| 2012 | 6150      |
| 2013 | 6208      |
| 2014 | 6311      |
| 2015 | 6324      |

| Jahr | Einwohner |
| ---- | --------- |
| 2017 | 6385      |
| 2018 | 6380      |
| 2020 | 6497      |
| 2021 | 6480      |
| 2022 | 6636      |
| 2023 | 6643      |

### Ortsneckname
Die Bewohner Bietigheims nennen sich selbst die „Bietjer“. Wie in fast jeder Gemeinde in dieser Region haben auch die Bietigheimer einen Spitznamen: Sie werden „Kieholzbuwe“ genannt. Der Spitzname kommt aus Zeiten, in denen die Bietigheimer noch überwiegend von der Landwirtschaft lebten und über jeden Zusatzverdienst in den schlechten Zeiten froh waren. Die Bietigheimer, aber nicht nur diese, ließen sich dabei etwas Besonderes einfallen, sie verkauften Kienholz. Das Kienholz wird aus dem Wurzelstock der Kiefer gewonnen und dient zum Anzünden von Holzfeuern und zum Vertreiben von Motten. Auf der Gemarkung von Bietigheim wuchsen früher sehr viele Kiefern, die von den Einwohnern zur Harzgewinnung angezapft wurden. Fällte man eine Kiefer, so blieb ihr Wurzelwerk noch einige Jahre im Boden, damit sich der Wurzelstock mit Harz anreichern konnte. Anschließend wurde dieser ausgegraben und unter großer Mühe in die Höfe verbracht. Dort zerteilte man das harzgetränkte Wurzelholz mit Axt, Hammer und Säge in kleine Stücke, die man zu Bündel zu zehn Stück schnürte. Diese Bündel wurden dann in den angrenzenden Städten Rastatt, Karlsruhe und Baden-Baden am Wochenmarkt, an Gaststätten, an Zwischenhändler oder von Haus zu Haus verkauft. Der Verdienst lag in den zwanziger Jahren bei rund 5 Pfennig pro Bündel Kienholz, was am Tagesende einen einträglichen Verdienst darstellte. Heute gibt es in Bietigheim keinen Kienholzhandel mehr, aber der Spitzname ist geblieben.

## Religionen
Bietigheim ist überwiegend römisch-katholisch geprägt, es gibt aber auch eine evangelische Kirche im Ort.
Durch den Beschluss des Augsburger Religionsfriedens, nachdem der Landesfürst die Religion der Untertanen bestimmen konnte, wechselte Bietigheim oft die Religionszugehörigkeit. Im Zeitraum von 1534 bis 1634 wechselte die Glaubensrichtung achtmal, um schließlich römisch-katholisch zu bleiben.
1714 gab es in Bietigheim einen evangelischen Einwohner. 1846 gab es in Bietigheim drei evangelische erwachsene Einwohner. Die heutigen evangelischen Gläubigen werden von Muggensturm aus geistlich betreut.

## Politik

### Gemeindeverband
Die Gemeinde Bietigheim ist Mitglied des Gemeindeverbandes MÖBS.

### Gemeinderat
Der Gemeinderat hat 18 ehrenamtliche Mitglieder, die für fünf Jahre gewählt werden. Hinzu kommt der Bürgermeister als stimmberechtigter Gemeinderatsvorsitzender.
Die Kommunalwahl 2024 führte zu folgendem Ergebnis (in Klammern: Unterschied zu 2019):
| Gemeinderat 2024               | Gemeinderat 2024 | Gemeinderat 2024 | Gemeinderat 2024 | Gemeinderat 2024 |
| Partei / Liste                 | Stimmenanteil    | Sitze            |                  |                  |
| ------------------------------ | ---------------- | ---------------- | ---------------- | ---------------- |
| Freie Wähler                   | 41,4 % (+0,7)    | 8 (+1)           |                  |                  |
| CDU                            | 34,9 % (+2,9)    | 6 (±0)           |                  |                  |
| SPD                            | 23,7 % (−2,8)    | 4 (−1)           |                  |                  |
| Wahlbeteiligung: 64,4 % (+3,5) |                  |                  |                  |                  |

### Schultheißen und Vögte
Aus alten Unterlagen lassen sich folgende Schulheißen und Vögte in Bietigheim nachweisen:
- 1510 Erhart Dürrschnabel
- 1579 Wendel Hecken
- 1668 Hans Kambeitz
- 1670 Martin Bertsch; † 25. April 1690.
- 1676 Bernhard Dürrschnabel
- 1680–1687 Nikolaus Jung; † 1687
- 1687–1691 Johann Jakob Kambeitz
- 1693 Johann Martin Beckert
- um 1700 Nikolaus Koppert, * 19. März 1679.
- 1730–1766 Peter Ganz, * 6. November 1687; † 20. April 1766.
- 1766–1779 Joseph Bertsch, * 24. Januar 1717; † 10. September 1806.
- 1779–1782 Johann Adam Volz, * 19. Januar 1736; † 25. April 1820.
- 1783–1807 Lorenz Schmitt, * 11. August 1735; † 25. Dezember 1807.
- 1807–1818 Vogt Franz Xaver Schmitt, 14. April 1757; † 30. Mai 1822.
- 1818–1832 Vogt Bernhard Heck, * 11. September 1774; † 16. Januar 1858, ab Mai 1832 Bürgermeister

### Bürgermeister
- August 1832 bis 1844 Joseph Schmitt, * 17. Juni 1786; † 10. Juni 1872.
- 1844 bis 1852 Michael Beckert, * 23. Juni 1799; † 30. Mai 1867.
- 1849 Thomas Hettel, * 14. Mai 1801; † 21. Dezember 1864.
- 1852 Gemeinderechner Hettel
- Februar 1853 bis 22. Juli 1862 Peter Bertsch, * 15. März 1817; † 22. Juli 1862.
- 1862 bis 1865 Josef Hettel, * 2. Oktober 1808; † 30. April 1877.
- 1865 bis 1870 Peter Heck (?)
- 1870 bis 1883 Peter Schmitt, * 18. April 1828; † 24. Dezember 1889.
- 1883 bis 1888 und 3. Oktober 1903 bis 3. Oktober 1912 Ulrich Schmitt, * 6. Januar 1844; † 23. Mai 1938.
- 1889 bis 3. Oktober 1903 Jonas Volz, * 12. November 1846; † 8. Juni 1923.
- 3. Oktober 1912 bis 3. Oktober 1921 Pius Jung, * 30. November 1862; † 29. September 1924.
- 6. Oktober 1921 bis 18. März 1933 Lorenz Rittler, * 10. Juni 1883; † 12. Juli 1948.
- kommiss. März 1933 bis 1935 Joseph Mockert, * 7. Februar 1892; † 24. März 1965.
- 16. Oktober 1935 bis 1939 Robert Thum, * 17. Juni 1906; † 3. März 1993.
- kommiss. 1939 bis 1940 Justiz-Oberinspektor Wagner
- kommiss. 1940 bis 1941 Josef Schmitt, * 18. März 1890; † 26. September 1957.
- kommiss. 15. Januar 1942 bis 26. April 1945 Georg Veid, * 21. April 1899 Kehl-Kork; † 23. Juli 1963 Kehl-Kork
- April bis August 1945 und 1946 bis 13. Juli 1948 Alois Bertsch, * 19. Dezember 1887; † 13. Juli 1948.
- 1945 bis 1946 Ludwig Hammer, * 14. Mai 1898; † 8. März 1956.
- Dezember 1948 bis 28. August 1975 Wilhelm Heck, * 4. Februar 1910; † 28. August 1975.
- 12. Januar 1976 bis 1992 Rüdiger Schäfer, * 8. Juli 1950
- 1992 bis 2016 Ernst Kopp, * 14. Mai 1954
- seit 2016 Constantin Braun, * 20. März 1987

### Wappen
In Bietigheim ist seit 1610 ein Wappen bekannt.
Das heutige Wappen beruht auf einem Entwurf des Generallandesarchivs in Karlsruhe von 1900 und wird seit Juni 1906 in der Gemeinde verwendet.
Dieses Wappen ist eine neue Zusammenstellung der Version von 1610 und besteht aus einem schwebenden roten Mühleisenkreuz auf Gold, belegt mit einem goldenen Herzschild, das einen roten Schrägbalken hat.

Das Herzschild entspricht dem Wappen des Großherzogtums Baden.

### Gemeindepartnerschaften
Bietigheim unterhält seit 2003 partnerschaftliche Beziehungen zum italienischen Saltara und zum ungarischen Kaposszekcső.
Des Weiteren bestehen Partnerschaften über den Landkreis zu der Stadt Vantaa in Finnland und der Provinz Pesaro und Urbino in Italien, in der auch die Partnergemeinde Saltara liegt.

## Wirtschaft und Infrastruktur
Bietigheim ist überwiegend eine Wohngemeinde für Pendler in die Städte Karlsruhe, Rastatt und das Murgtal.
In vergangenen Zeiten war Bietigheim ein bäuerlich geprägtes Dorf, das sich durch den Anbau von Kartoffeln, Getreide und die Viehzucht auszeichnete.
Durch die zentrale Lage im Zentrum Europas und die gute Verkehrsanbindung ist Bietigheim ein guter logistischer Standort für Speditionen geworden, die sich im Industriegebiet angesiedelt haben.

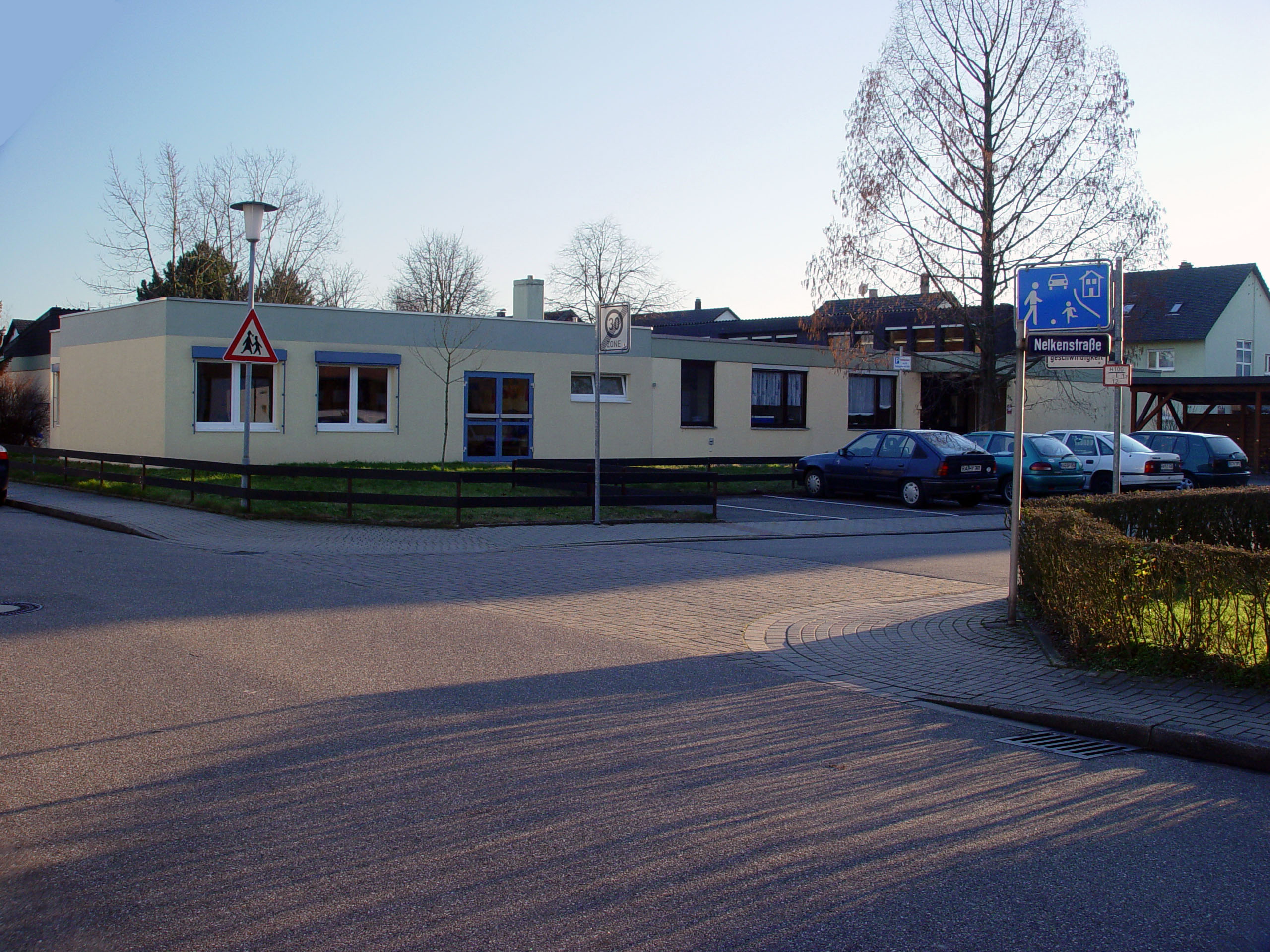
Kindergarten St. Michael

### Verkehr
Die Bundesstraße 3 führt durch die Bietigheimer Gemarkung, ebenso wie die Bundesstraße 36 und die Bundesautobahn 5. Zusätzlich zur BAB5 liegen auch die PWC-Anlagen Schleifweg (Richtung Norden) und Silbergrund (Richtung Süden) auf der Gemarkung. Laut dem temporären Autobahnbetreiber Via Solutions Südwest GmbH & Co. KG ist eine Parkplatzerweiterung mittelfristig denkbar und in der Planfeststellungsphase.
Mit der Verlegung der B 36 im Oktober 2006 nach Osten wurde die Gemeinde erheblich vom Durchgangsverkehr entlastet, verlor dadurch aber auch an Bedeutung als zentraler Ort und Verkehrsknotenpunkt zwischen den Gemeinden Ötigheim, Durmersheim, Steinmauern und Muggensturm.
Der Haltepunkt Bietigheim (Baden) liegt an der Bahnstrecke Mannheim–Rastatt. Die Stadtbahnlinien S7 und S8 der AVG halten in Bietigheim; es gilt der Tarif des KVV. Ferner befindet sich in Bietigheim eine der elf Rapsöl-Tankstellen Baden-Württembergs.
Durch eine Alltagsroute aus dem Radnetz Baden-Württemberg ist Bietigheim über Ötigheim mit Rastatt und über Durmersheim und Rheinstetten mit Karlsruhe verbunden.
Durch Bietigheim verläuft der MÖBS-Radrundweg.
Bietigheim ist Mitglied der AGFK (Arbeitsgemeinschaft Fahrrad- und Fußverkehrsfreundlicher Kommunen) in Baden-Württemberg.

### Ansässige Unternehmen
Neben vielen kleineren Unternehmen des Mittelstandes ist vor allem Lidl mit einem Zentrallager ein großer Arbeitgeber.

### Bildung

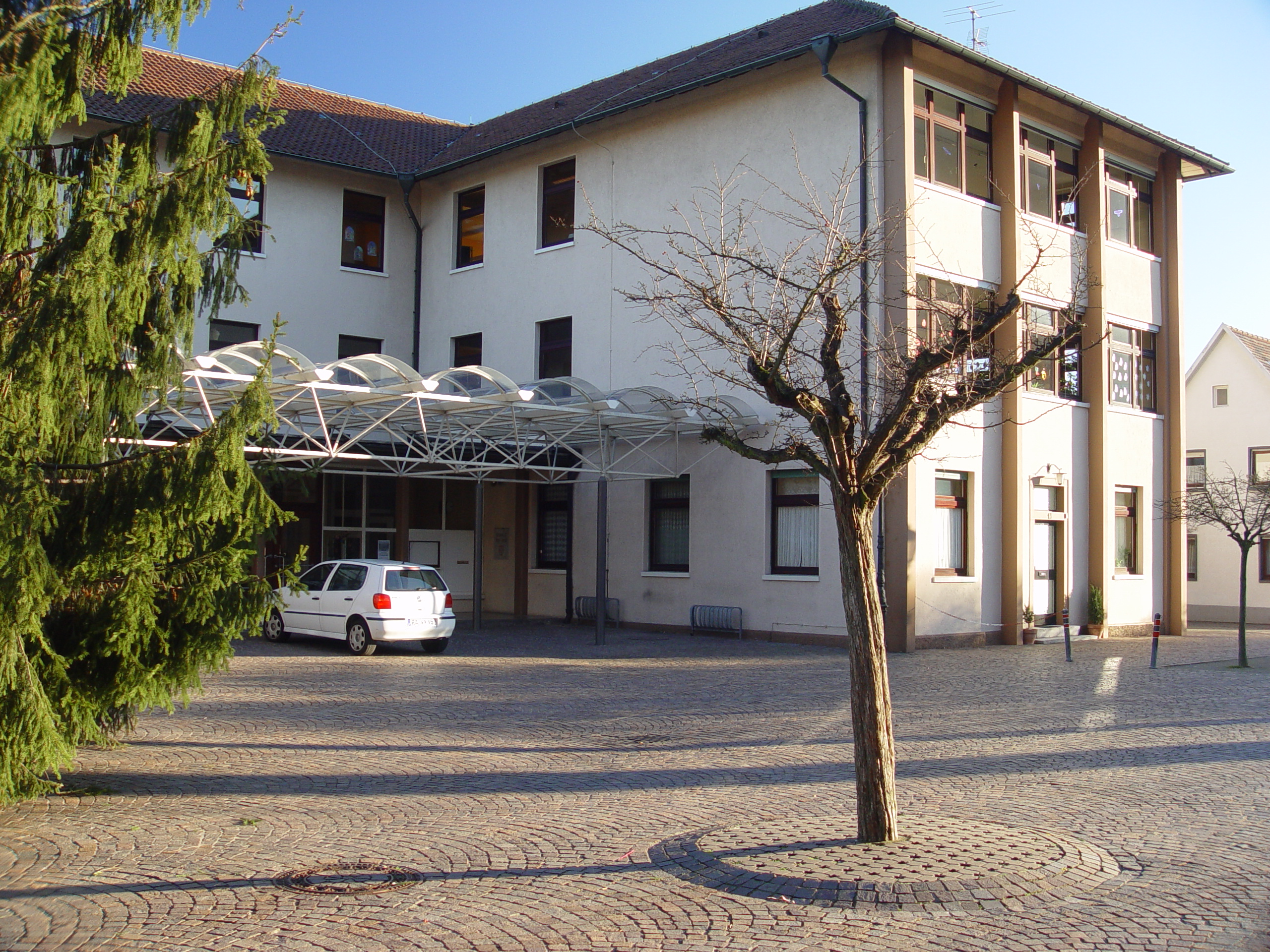
Grundschule

Die Gemeinde hat neben zweier kirchlich getragenen Kindergärten St. Gabriel und St. Michael auch einen kommunalen Kindergarten, das Kinderhaus Schneidergarten und eine Grundschule. Die ehemalige Haupt- und Werkrealschule wird in eine Grundschule umgewandelt. Weiterführende Schulen sind in der Nachbargemeinde Durmersheim und in Rastatt zu finden.

## Kultur und Sehenswürdigkeiten
Die Gemeinde erreichte im Wettbewerb „Unser Dorf hat Zukunft“ im Jahre 2003 den 1. Preis und im Jahre 2006 den 2. Preis.
Direkt an der „Badischen Spargelstraße“ gelegen, kann man während der Spargelsaison in der lokalen Gastronomie sowohl die gute badische Küche als auch kulinarische Köstlichkeiten rund um das Edelgemüse genießen.
Eine besondere touristische Sehenswürdigkeit ist der grenzüberschreitende PAMINA-Rheinpark (siehe Regio Pamina), ein Ökomuseum, das Wissenswertes über die Lebensräume des Oberrheins vermittelt. Ein gut ausgeschildertes Radwegenetz führt durch die einzigartige Auenlandschaft hin zu den Stationen und Museen an beiden Seiten des Rheins. Auch der mit den Nachbargemeinden initiierte MÖBS-Radrundweg bietet viele Gelegenheiten in der freien Natur gezielt Sehenswürdigkeiten anzusteuern.
Ferner führt der im Januar 2001 durch die Durmersheimer Arbeitsgruppe Agenda 21 installierte Planetenweg durch Bietigheim.

### Bauwerke
Das Wahrzeichen von Bietigheim ist die alte Kapelle, die im Jahre 1150 erbaut wurde. Die Kirche stellt die älteste erhaltene Kirche der Hardt dar und beinhaltet einen Taufstein aus dem 13. Jahrhundert. Die Kirche hat 1748 nach Plänen von Johann Peter Ernst Rohrer ein barockes Aussehen erhalten.
Das die Ortschaft überragende Bauwerk ist die in der Umgebung höchste katholische Kirche Heilig Kreuz von Heinrich Hübsch, deren Kirchweihe 1863 stattfand.
In ihr befinden sich zwei Fenster des Künstlers Emil Wachter. Das erste Fenster befindet sich direkt über dem Hauptportal der neuen Kirche, das zweite Fenster ist in der Sakristei zu sehen. Ein drittes Fenster findet sich in der Leichenhalle, dieses war zuvor im Chor der neuen Kirche installiert.

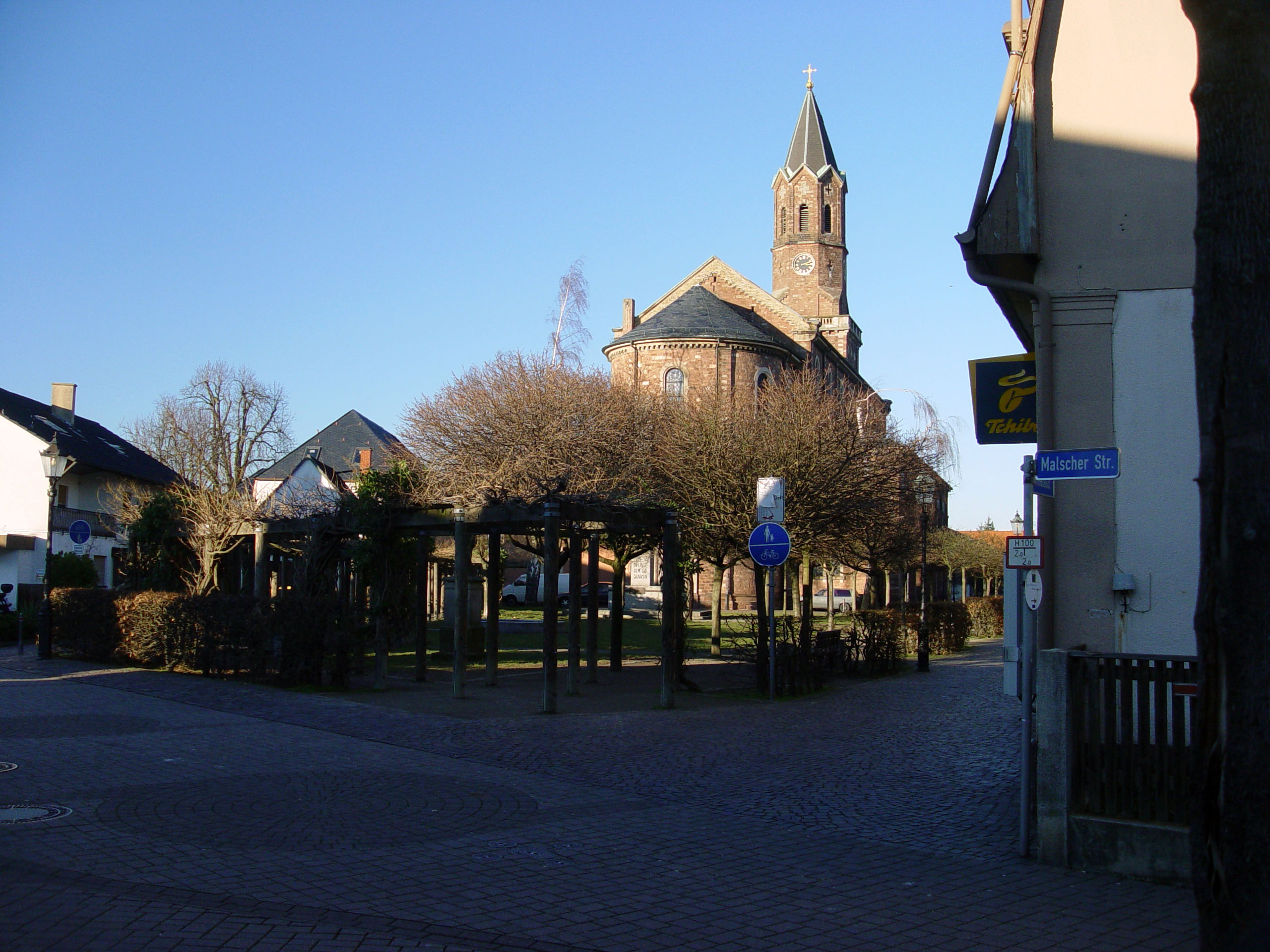
Kirche Heilig Kreuz
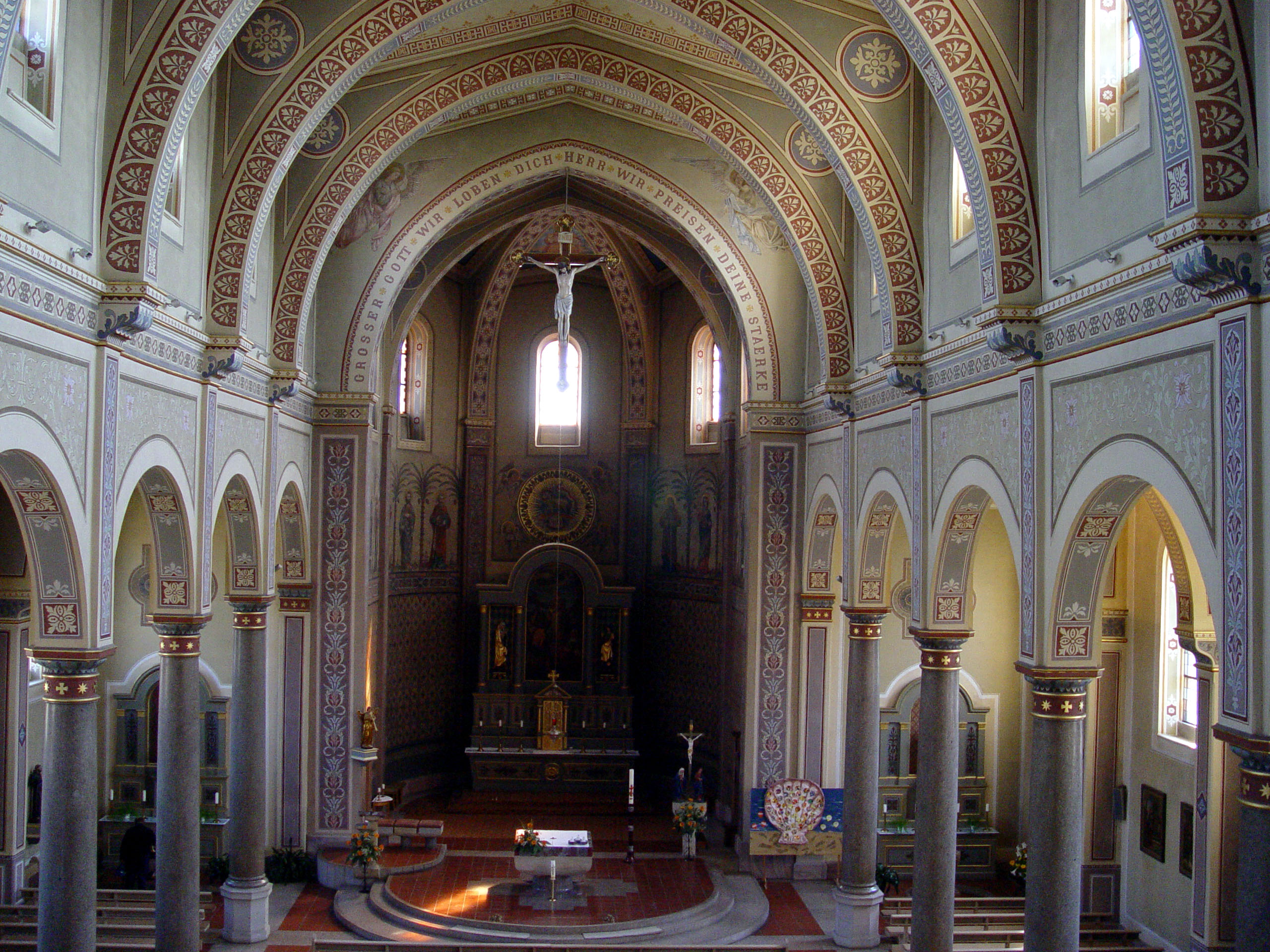
Kirche Heilig Kreuz Innenansicht
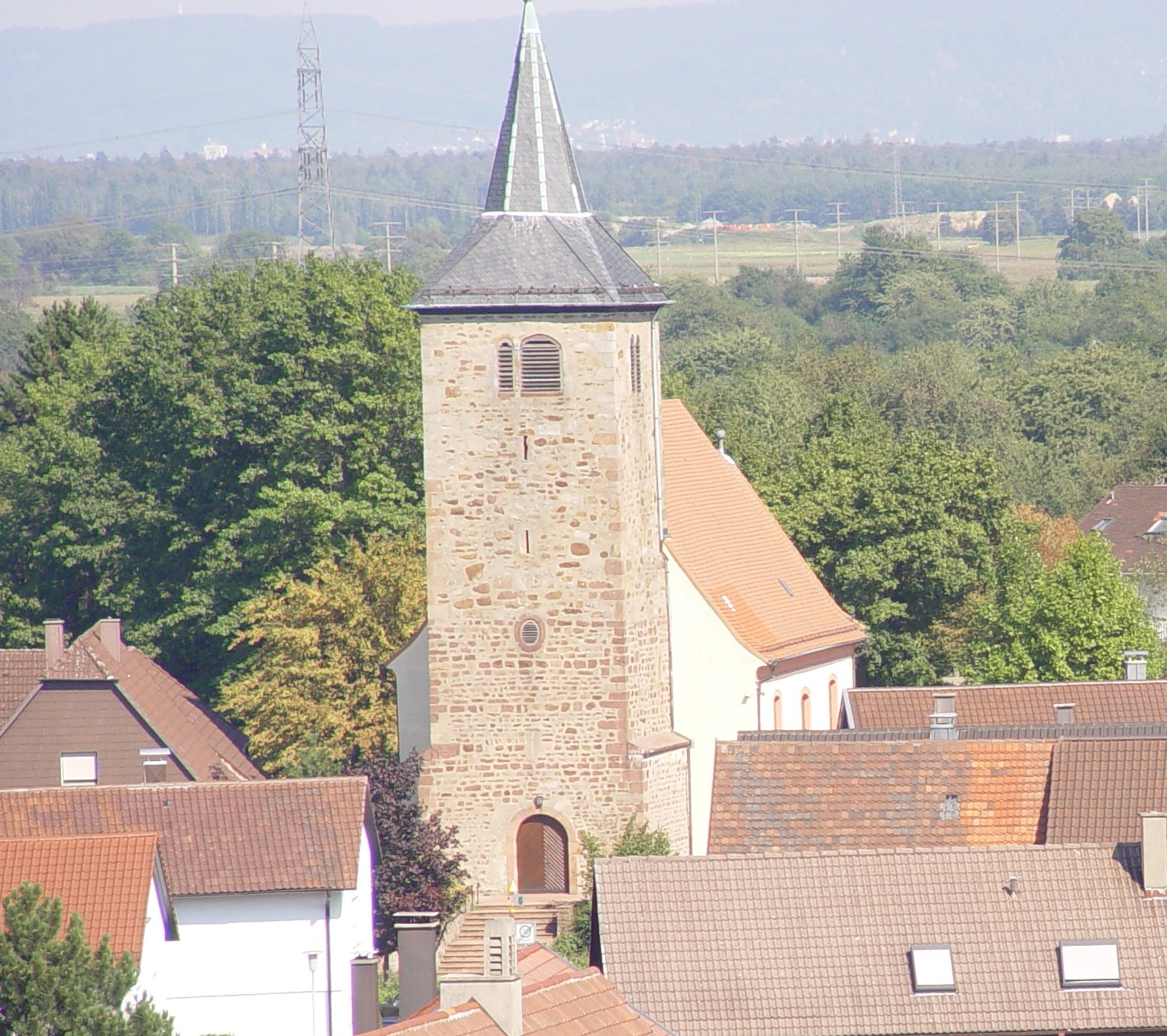
Alte Kapelle
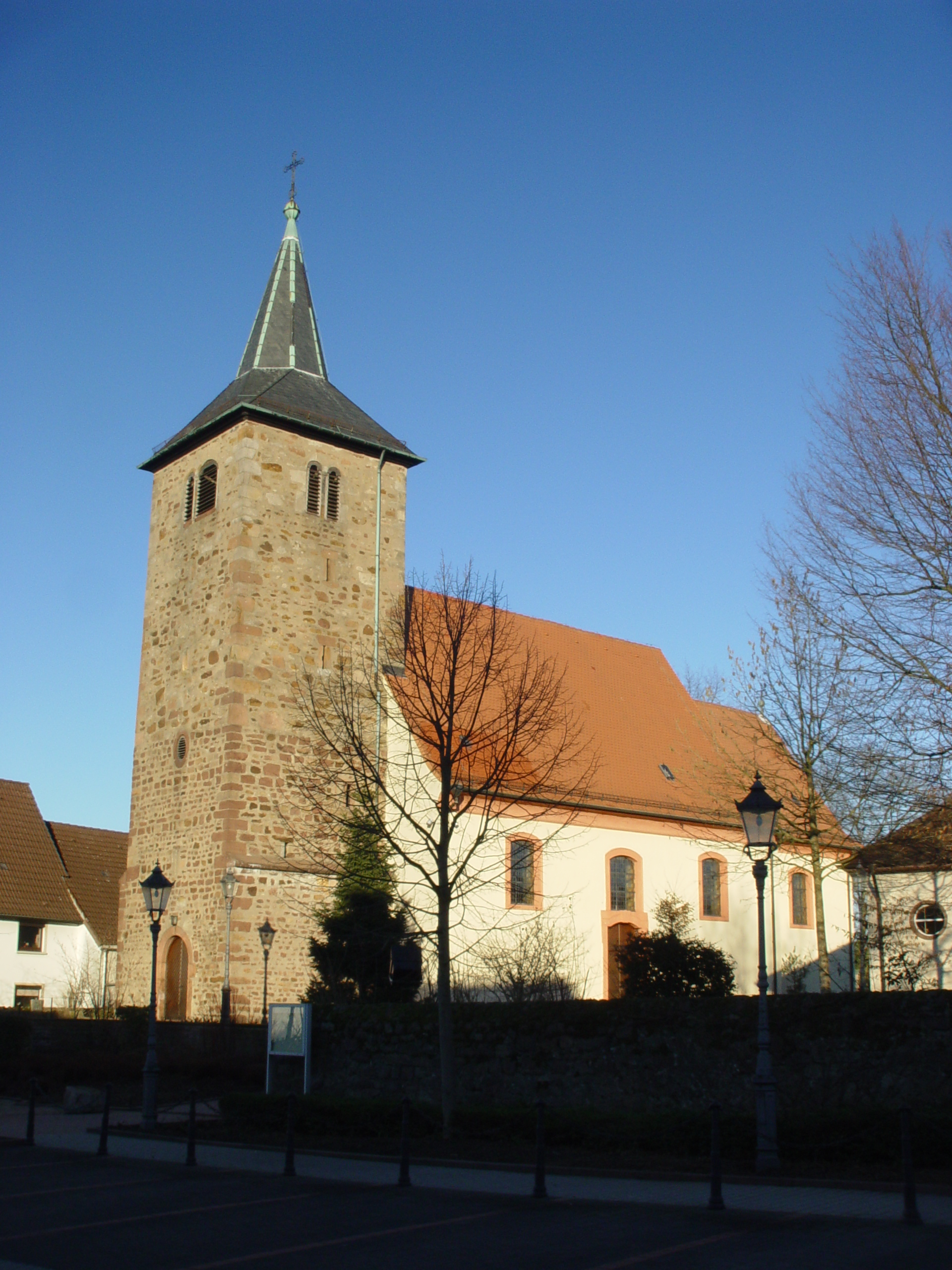
Alte Kapelle

### Regelmäßige Veranstaltungen
Jährlich findet im August das Bietigheimer Volksfest statt.
Alle zwei Jahre findet seit 1978 inmitten des Ortskerns, rund um die Kirche, das Dorffest am ersten Wochenende im September statt.

## Persönlichkeiten

### Ehrenbürger
- Ulrich Schmitt, ehemaliger Bürgermeister
- Ernst Kopp (* 1954), ehemaliger Bürgermeister

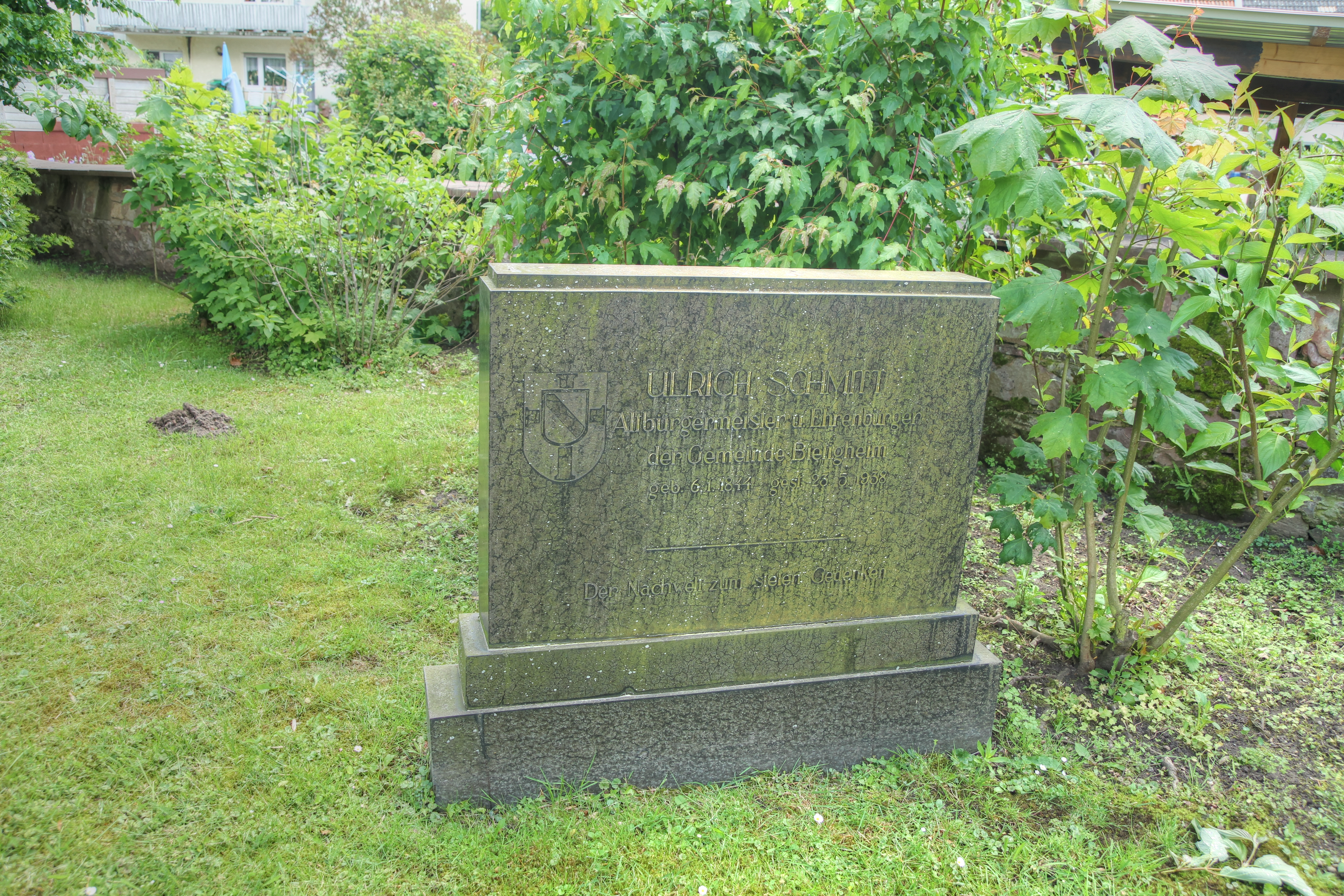
Grabstein Altbürgermeister Ulrich Schmitt

### Söhne und Töchter der Gemeinde
- Hans Dinckel (zwischen 1475 und 1480–nach 1542), Orgelbauer und Organist
- August Klingler (1918–1944), Fußballspieler
- Willi Dürrschnabel (1945–2014), Fußballspieler beim Karlsruher SC und Bietigheimer Gemeinderat
- Roland Schenkel (* 1947), Physiker, Generaldirektor der Gemeinsamen Forschungsstelle der Europäischen Union
- Erwin Bertsch (* 1956), Regionaldekan[14]

### Sonstige mit dem Ort in Verbindung stehende Personen
- Joseph Augenstein (1800–1861), Rebstockwirt in Bietigheim und in die Wirren der badischen Revolution involviert
- Kurt Bürger (Karl Ganz) (1894–1951), Politiker, Ministerpräsident von Mecklenburg, wuchs in Bietigheim auf
- Roman Zitzelsberger (* 1966), Gewerkschafter, war Mitglied des Gemeinderats von Bietigheim

## Namen
Die zehn häufigsten Nachnamen in Bietigheim sind: Bertsch, Dürrschnabel, Ganz, Hartmann, Heck, Hettel, Jung, Kühn, Matz, Schmitt und Volz.
In früheren Zeiten fanden sich noch folgende ausgestorbene oder ausgewanderte Familiennamen: Asprian, Dung, Hahn, Herbst, Koppert, Lausch, Natalis und Scheider.
Die frühesten am Ort erwähnten Familiennamen sind:
- 1533 Dürrschnabel (Thürschnabel), Heck, Wendel,
- 1561 Dürrschnabel, Gutz, Scheffer, Hettel (Hedel)
- 1563 Götzmann
- 1565 Daub, Dürschnabel, Jung

## Vereine und Organisationen
In Bietigheim sind ca. 40 Vereine und Organisationen eingetragen. Den Bürgern wird eine Vielzahl an Möglichkeiten geboten, sich in sportlicher, kultureller bzw. sozialer Art und Weise zu engagieren.